# Магістратські селяни
Магістратські селяни — категорія українських селян, які перебували у феодальній залежності від магістратів в XIV–XVIII ст. За користування земельними наділами магістратські селяни до середини XVI ст. платили чинш. Потім вони зобов'язані були платити ще й натуральну данину, а з XVII століття була введена також панщина. Після розділу Речі Посполитої в 1772 р., після якого Східна Галичина увійшла до складу Австро-Угорщини, магістратські селяни були перетворені на державних.